# Hemiksem
Hemiksem este o comună din regiunea Flandra din Belgia. Suprafața totală este de 5,44 km². La 1 ianuarie 2008 comuna avea 9.862 locuitori. 
Hemiksem se învecinează cu comunele Anvers, Kruibeke, Aartselaar și Schelle.
1. ↑  Totale oppervlakte volgens het Kadasterregister, België, gewesten en provincies (în neerlandeză), Algemene Directie Statistiek[*]